# Aeroportul False Pass
Aeroportul False Pass (IATA: KFP, ICAO: PAKF, FAA LID: KFP) este un aeroport din Alaska, Statele Unite ale Americii ce deservește zona False Pass⁠(d). Aeroportul a fost tranzitat în 2019 de 1.334 de pasageri. A fost numit după zona deservită.
Situat la o altitudine de 5 m, aeroportul dispune de 1 pistă. Este operat de Alaska Department of Transportation & Public Facilities⁠(d).

## Infrastructură

### Piste
Aeroportul dispune de o singură pistă. Pista 14/32 are suprafața de pietriș și dimensiunile 2.150 picioare × 60 picioare. 